# Verschwenkungsfahrbahn
Eine Verschwenkungsfahrbahn ist eine baulich abgetrennte Fahrbahn, die oft über eine extra angelegte Fahrspur geführt wird. Sie führt an einer Arbeitsstelle in einiger räumlicher Entfernung seitlich vorbei, wenn z. B. eine Brücke abgerissen oder saniert wird. 
Verkehrszeichen laut StVO 511 und Unterzeichen.